# Do Movimento dos Animais
Do movimento dos animais (em latim, De Motu Animalium) é um texto de Aristóteles sobre princípios gerais do movimento em animais.

## Pneuma
Todos os animais "possuem um espírito inato (pneuma sumphuton) e exercem sua força em virtude dele". (703a10). Esse espírito inato é usado para explicar o desejo (orexis), que é classificado como a "origem central (to meson), que se move por ser ele próprio movido". (703a5-6). Aristóteles promove essa ideia de ser uma "causa intermediária" fornecendo a metáfora do movimento do cotovelo, no que se refere à imobilidade do ombro (703a13). O pneuma inato está, igualmente, amarrado à alma, ou como ele diz aqui, tēn arche tēn psuchikēn, "a origem da alma", a alma como o centro da causalidade. Esse "espírito" não é a própria alma, mas um membro da alma que a ajuda a se mover.
O espírito inato causa movimento no corpo, expandindo e contraindo. Cada um deles implica não apenas um movimento, mas também uma mudança no grau de poder e força do animal. "quando ele se contrai, não tem força, e uma e a mesma causa lhe dá força e permite que ele empurre" (703a23).
Compare isso com a visão desenvolvida em On Sleeping and Waking, ou seja, a visão "que foi estabelecida de que a percepção sensorial se origina na mesma parte do corpo de um animal que o movimento. [... ] animais esta é a região ao redor do coração; pois todos os animais sanguíneos possuem um coração, e tanto o movimento quanto a percepção sensorial dominante se originam ali. Quanto ao movimento, é claro que a respiração e, em geral, o processo de resfriamento ocorre aqui, e que a natureza forneceu tanto a respiração quanto o poder de resfriamento pela umidade, com vistas à conservação do calor naquela parte. Discutiremos isso mais adiante. Em animais exangues e insetos e criaturas que não respiram, a respiração naturalmente inerente é vista expandindo e contraindo na parte que corresponde ao coração em outros animais" (456a1-13).
"Já que é impossível fazer qualquer movimento, ou fazer qualquer ação sem força, e prender a respiração produz força" (456a17).

## Edições e traduções
- Obras relacionadas com On the Movement of Animals no Wikisource
- On the Motion of Animals, trad. A. S. L. Farquharson
- De Motu and De Incessu Animalium, trad. A. S. L. Farquharson (Internet Archive)
- Martha Nussbaum, Aristotle's De Motu Animalium. Princeton University Press, 1978 ISBN 0691020353.